# خیابانی‌ها
خیابانی‌ها فیلمی به کارگردانی و نویسندگی محمد صفار محصول سال ۱۳۵۷ است.

## خلاصه داستان
مسیو و آقا رضا کارشان کف زنی و علافی است. مسیو در خانهٔ خاورخانم مستأجر است و رضا از مادر بیمارش نگهداری می‌کند. مادرش می‌میرد، و رضا به خانهٔ مسیو نقل مکان می‌کند. روزی آن دو پس از سرقت کیف یک مسافر وارد خانه ای می‌شوند که مریم و نامادری اش در آنجا ساکن هستند. آنها جواهرهای زن را به سرقت می‌برند و می‌گریزند. زن به شوهرش می‌گوید که مریم جواهرها را به سرقت برده‌است. مریم از دست نامادری اش از خانه می‌گریزد و با اتومبیل مسیو و رضا تصادف می‌کند. رحیم از رضا می‌خواهد که در یک دزدی بزرگ با او همکاری کند؛ اما رضا از همکاری با او تن می‌زند. مریم به خوانندگی رو می‌آورد و با رضا ازدواج می‌کند. رضا با رانندگی و مسیو با روزنامه فروشی خرج خانه را تأمین می‌کنند؛ اما مدتی بعد رضا و رحیم برای سرقت از گاوصندوق یک کارخانه اقدام می‌کنند. رحیم از پرداخت سهم رضا طفره می‌رود و او را مضروب می‌کند. رضا به پلیس اطلاع می‌دهد و پس از دستگیری رحیم به سراغ همسرش می‌رود، که آبستن است.

رضا بیک ایمانوردی، شورانگیز طباطبایی و آرمان در فیلم خیابانیها

## بازیگران
- رضا بیک‌ایمانوردی
- آرمان
- شورانگیز طباطبایی
- عنایت‌الله بخشی
- حمیده خیرآبادی